# Selmon
Selmon ist ein fiktiver Musiker, der von Universal Music vermarktet wird.

## Entstehungsgeschichte
Selmon wurde als Stimme auf diversen Singles in die Hip-Hop-Szene eingeführt. Seit 2020 erschienen Songs von ihm über einen eigenen Spotify-Account. Seine erste Chartplatzierung erreichte Selmon am 15. Januar 2021 mit dem Track Lonely, auf dem auch Miksu, Macloud, Bausa und Reezy zu hören sind. Das Lied erreichte Platz 3 der deutschen Charts.
Aus der Identität wurde lange ein Geheimnis gemacht, auch wurde das Geschlecht des Musikers nicht enthüllt. Die markante Stimme erinnerte einige Hörer aber an eine Frau. Am 7. Januar 2022 veröffentlichte Universal Music schließlich seine fiktionale Hintergrundgeschichte: Selmon ist ein blauer, anthropomorpher Bär, der mit seinem Raumschiff wegen eines Meteoritenschauers über dem Studio Two Sides in Berlin abgestürzt ist. Dort wurde er vom Rapper Bausa aufgenommen, der ihm nicht nur einen Schlafplatz zur Verfügung stellte, sondern auch Songs mit ihm aufnahm.
Am 7. Januar 2022 erschien die Extended Play Molly als erste Veröffentlichung des Musikers über Universal Music. Die gleichzeitig erschienene, gleichnamige Singleauskopplung erreichte Platz 19 der deutschen Singlecharts.

## Diskografie

### EPs
- 2022: Molly

### Singles
- 2019: Stoned & allein
- 2019: Tanzen
- 2020: Diggiduwaist
- 2020: Digital
- 2020: Pretty
- 2020: Tik Tok
- 2020: Erinner mich
- 2020: Butterflies
- 2020: Come thru
- 2020: So so much
- 2020: Halb 3
- 2020: Noch einmal
- 2020: Lass los
- 2020: Vogue
- 2020: Ayo
- 2021: Lonely (mit Bausa, Miksu/Macloud & Reezy)
- 2022: Molly (feat. Bausa)
- 2022: WTF? (Data Luv feat. Selmon & Ufo361)
- 2022: Keine Party (mit Jumpa & Sido)
- 2022: Mein Dealer
- 2022: Offenes Verdeck (mit The Cratez)